# 조선민주주의인민공화국-폴란드 관계
조선민주주의인민공화국-폴란드 관계(조선말: 뽈스까-조선민주주의인민공화국 관계)는 폴란드 인민공화국이 한반도의 유일 합법 정부를 대한민국이 아닌 조선민주주의인민공화국으로 인정하면서 시작되었다. 당시 소련의 위성국 중 하나였던 폴란드는 동구권 국가 중 하나로서, 6.25 전쟁 당시 조선민주주의인민공화국을 가장 많이 지원한 국가 중 하나였다. 한국전쟁이 종전이 아닌 휴전을 한 가운데, 폴란드는 중립국 감독위원회에서 체코슬로바키아와 함께 지명된 국가였으며, 두 국가는 비교적으로 친근한 관계를 유지했다.
조선민주주의인민공화국과 폴란드의 협력에서 조선민주주의인민공화국은 폴란드보다 더 많은 이익을 취할 수 있었다. 그러나 폴란드는 1988년 하계 올림픽에 선수단을 보내는 등 조선민주주의인민공화국의 요구와 상반되는 행동을 취하기도 하였다. 1989년 폴란드와 대한민국이 수교하면서 두 국가 간 사이가 소원해졌으며, 1995년에는 조선민주주의인민공화국이 폴란드 중립국 감독위원의 철수를 요구하였으며, 폴란드는 이후 본국에서 형식적인 업무를 수행중이다.
폴란드는 평양에 대사관을 운영하는 몇 안되는 나라였으나, 조선민주주의인민공화국에서 코로나가 발생하자 대사관 인원을 철수시켰다가 2025년에 복귀시켰다.
김일성의 아들인 김평일이 폴란드에서 대사로 활동하다가 귀국하였다.

## 같이 보기
- 조선민주주의인민공화국의 대외 관계
- 폴란드의 대외 관계